# Kaumakani
Kaumakani é uma Região censo-designada localizada no estado americano de Havaí, no Condado de Kauai.

## Demografia
Segundo o censo americano de 2000, a sua população era de 607 habitantes.

## Geografia
De acordo com o United States Census Bureau tem uma área de
2,7 km², dos quais 2,5 km² cobertos por terra e 0,2 km² cobertos por água.

## Localidades na vizinhança
O diagrama seguinte representa as localidades num raio de 12 km ao redor de Kaumakani.